# 둔황 문헌

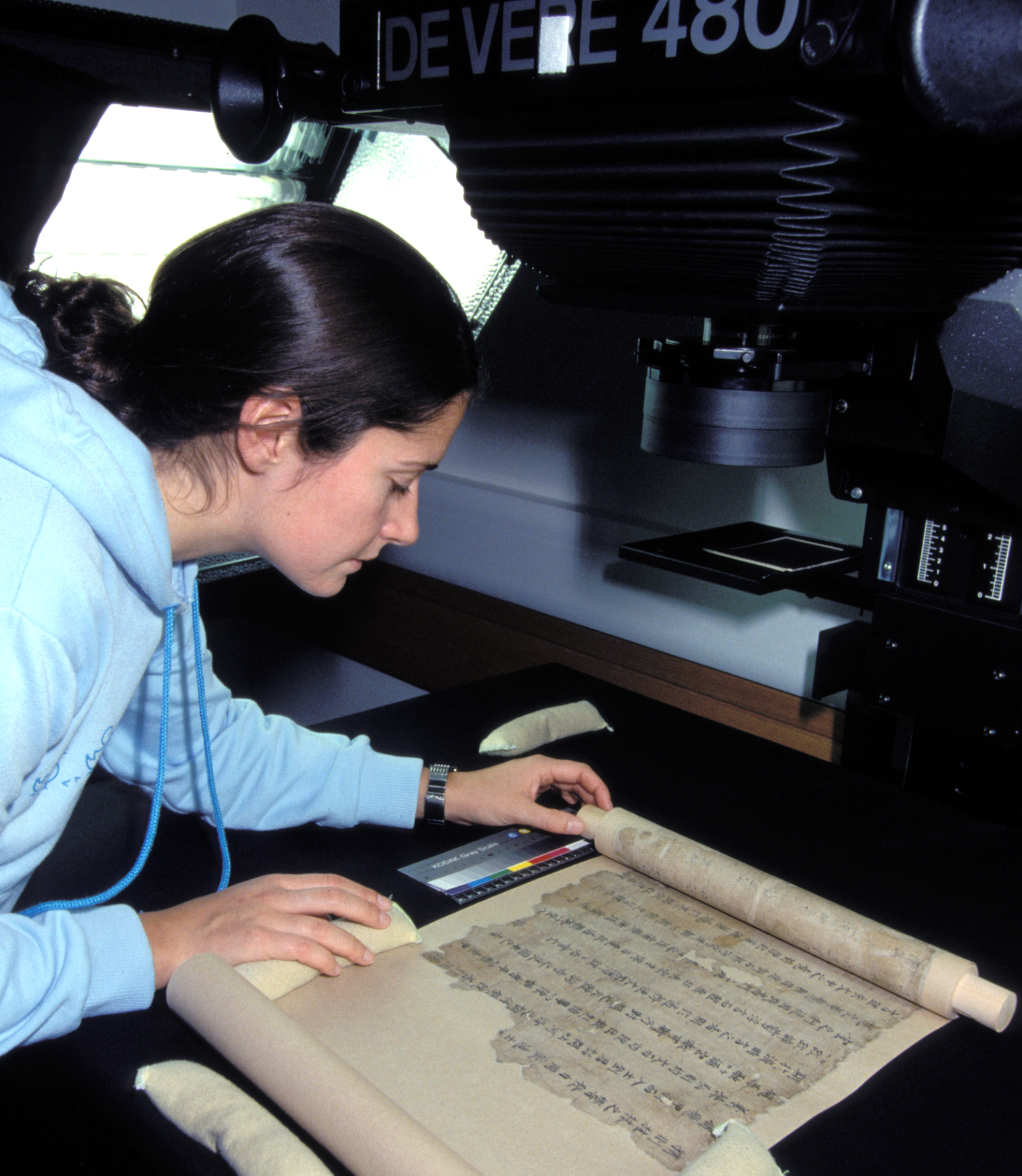
둔황 문헌의 디지털화 작업을 진행 중인 모습.

둔황 문헌(敦煌 文獻)은 20세기인 1900년 이래 중국 간쑤성 둔황 시(敦煌市)의 막고굴(莫高窟)을 비롯한 각지의 유적에서 발견된 5세기에서 11세기에 걸치는 시기에 작성된 고대 사본 및 소량의 인쇄본(공사를 포괄한다)의 통칭이다. 그 형태는 두루마리, 책자본, 각본(인쇄본), 탁본 등으로 다양하며, 작성된 문자와 언어도 중국어(한자)에서 몽골어, 티베트어, 산스크리트어, 튀르키예어 및 중앙아시아 여러 나라의 언어로 또한 그 구성이 다양하다.
처음 발견될 당시 둔황 문헌은 오랜 세월에 걸쳐 막고굴 벽 속에 봉인되어 있었으나, 도사(道士) 왕원록(王円籙)에 의해 우연하게 발견되었다. 당대 이전의 귀중한 자료가 대량으로 보존되어 있어, 그 학술적 가치는 「돈황학」(敦煌学)이라 불리는 학문을 발생시키기에 이르렀다. 둔황 문서(敦煌 文書) ・ 둔황 사본(敦煌 寫本)이라고도 한다.

## 용어
둔황 문헌은 '둔황 권자', '둔황 사본' 또는 '둔황 문서'라는 용어로 쓰이고 있으나, 한국의 정수일은 '둔황 사본'이나 '둔황 문서'라는 용어에 대하여 "대부분의 문헌은 사본(즉 필사를 통해 제작된 것)이지만, 일부는 인쇄본(예컨대 《금강경》)도 있기 때문에 일괄해 '둔황 사본'이라고 지칭하는 것은 부당하며, '문서'는 다분히 서적이나 사료 기록과는 구별되는 '서류'라는 뜻으로 사용되므로 둔황 석굴 유적에서 나온 다량의 전적 같은 것은 포괄할 수가 없어 이 역시 지양해야 할 것이다.  따라서 사본이나 문서 전반을 갈무리해 학술연구에서 전거나 참고가 될 만한 자료를 뜻하는 '문헌' 즉 '둔황 문헌'이 적절한 표현이라고 생각된다"고 지적하였다. 중국에서 펴낸 《돈황학대사전》에는 둔황 유서(敦煌遺書)로 지칭하고 있다.

## 발견
청 광서(光緖) 26년(1900년, 25년이라는 설도 있다)에 도사 왕원록이 막고굴 16굴에서 처음으로 장경동(藏經洞, 막고굴 17굴)을 발견하였다. 이보다 앞선 청 광서 25년(1899년)에 헝가리 지질학자 로치(L. de Lozcy)가 처음으로 둔황 막고굴을 탐방하고 간단한 보고서를 발표하였는데, 왕원록이 발견한 문서는 1902년 청의 감숙제학사이자 금석학자였던 섭창치(葉昌熾)가 해당 문서들을 감정하였는데, 그는 둔황 문헌의 가치를 알아본 첫 번째 중국인 학자가 되었다.
이후 1905년 10월에는 러시아의 지질학자 오브루체프(Obruchёv)가 현지에 와서 중국어, 몽골어, 티베트어, 산스크리트어, 터키어, 그리고 중앙아시아 여러 나라의 언어로 쓰인 두루마리 고서 두 보따리를 가져갔다. 이어 로치의 막고굴 보고서를 접한 영국의 탐험가 스타인(A.Stein)이 1907년 3월 신장에서 이곳에 도착하였다. 그는 왕원록을 꾀어 7일간에 걸쳐 주로 17호 석굴 내의 사경류 20상자(사본 3천 권, 기타 6천 권)와 회화류 5상자(회화 500장, 공예품 160점), 도합 25상자를 마제은 40판과 바꾸어 입수, 인도를 거쳐 런던으로 보냈다(현재 대영박물관에 소장). 스타인은 석굴에 관해 얼마간의 조사를 더 행하고 막고굴 부근의 지형을 측량했으며, 주요 석굴에 16굴까지 일련번호(편호)를 달았다. 이후 스타인은 1914년에 다시 막고굴로 와서 왕원록으로부터 사경 570여 권 다섯 상자와 자수, 직포, 회화류 등을 싼값으로 또 편취해 갔다.

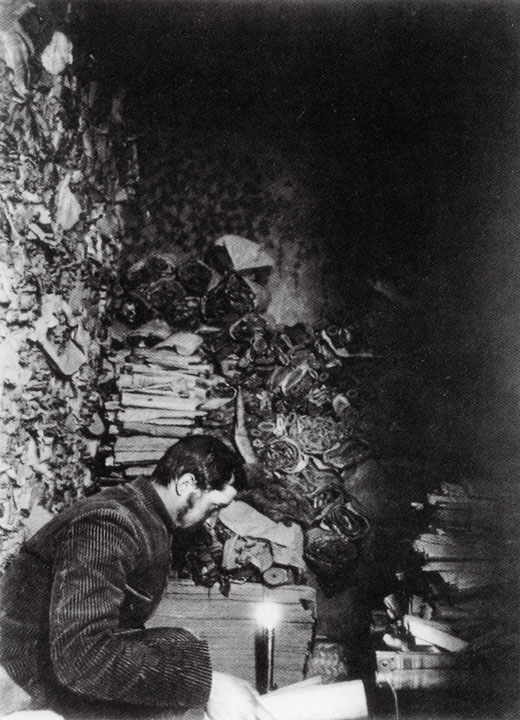
막고굴 17굴을 조사하는 폴 펠리오 교수(1908년 촬영). 그가 반출한 둔황 문헌 가운데는 신라의 승려 혜초의 《왕오천축국전》도 포함되어 있었다.

스타인이 처음 막고굴에 와서 조사 중일 무렵, 우루무치에 체류 중이던 베트남 하노이 원동박고학원(遠東博古學院)의 프랑스 교수인 펠리오(P. Pelliot)는 스타인의 막고굴 탐험 소식을 듣고 이듬해인 1908년 2월 부랴부랴 현지에 도착하였다. 한문에 해박한 그는 5월 말까지 둔황에 머물며 왕원록을 매수해 사경류 1, 500여 권 24상자, 회화와 직물류 5상자, 합계 29상자를 헐값으로 사들여 프랑스로 보내고(현재 파리 국민도서관과 기메박물관 소장) 석굴에 171굴(171C)까지 일련번호를 붙였다. 펠리오는 둔황을 떠나 시안과 정저우(鄭州), 베이징을 거쳐 하노이로 돌아갔다가 다시 1909년 5월 21일 다시 베이징에 도착, 둔황에서 가져온 일부 고문헌을 중국 학자들에게 공개함으로써 '둔황 문헌'의 발견 사실이 중국과 세계에 처음으로 알려지게 되었다. 12월 10일 펠리오는 파리 소르본 대학에서 프랑스-아시아 협회와 지리학회가 공동으로 주최한 환영회에서 이 고문헌 발견에 관해 보고하였다.
뒤늦게나마 둔황 고서의 진가를 가늠하게 된 중국 청 정부는 1909년 ~ 1910년, 둔황에 남아 있던 고서 5, 6천여 권을 베이징 정부학부로 옮겨왔고, 베이징의 경사도서관(베이징도서관의 전신)에 보관하였다. 한편 1912년 2월에는 일본의 오타니 고즈이(大谷光瑞)가 이끄는 오타니 탐험대의 요시카와 고이치로(吉川小一郞)와 다치바나 즈이초(橘瑞超)가 둔황에 와서 왕원록이 숨겨두었던 잔서 중 500권의 사본을 가져갔다. 그 사이 러시아의 고고학자 올덴부르크(Oldenburg)도 1909년 ~ 1910년과 1914년 ~ 1915년 두 차례 둔황에 와서 막고굴의 벽화 10장을 뜯어갔고, 1924년에는 미국 예일대학 조사대로 파견된 워너(L. Warner) 일행이 막고굴의 벽화 20여 장과 불상 몇 구를 미국으로 가져갔다.
막고굴 장경동 외에도 1907년 둔황 서북쪽의 한대 장성 봉화대 유적에서, 1944년에는 막고굴 토지묘 청대 소상 속에서, 1965년에는 막고굴에서 둔황 문서가 발굴되었다.

## 소장 현황
영국 대영박물관에 13,677호(1991년 8월 기준), 베이징도서관에 1만 6,000점, 파리 국립도서관에 약 7천 점, 러시아과학원 동방학연구소 상트페테르부르크 분소에 약 1만 8,000호가 소장되어 있다. 러시아의 경우 크로트코프의 수집품, 마로프가 1906년부터 1909년까지 화전에서 수집한 유물, 올덴부르크가 1909년부터 1910년까지 수집했던 수집품에 더해 흑수 고성에서 발굴된 서하문자로 작성된 문서들도 포함하고 있다. 중국의 경우 둔황 연구원과 중국역사박물관, 고궁박물원, 란저우의 간쑤성 박물관, 간쑤성도서관, 둔황 시 박물관, 베이징 대학 도서관, 상하이 박물관, 상하이 도서관, 텐진 시 예술박물관, 충칭 시 박물관, 서북사범대학, 뤼순박물관 등에 수십 점에서 수백 점에 이르는 둔황 문헌이 소장되어 있으며, 타이페이중앙도서관에도 153권의 둔황 문헌이 소장되어 있다. 수십 점에서 수백 점에 이르는 문헌이 소장되어 있다. 그밖에 일본에도 1천여 권이 유입되어 류코쿠 대학, 오타니 대학, 덴리 대학, 도쿄 국립박물관 등에 나뉘어 소장되어 있고, 덴마크 코펜하겐의 왕립도서관에 14축 16권의 둔황 문헌 사본이 소장되어 있다. 독일, 미국 등 외국의 박물관이나 도서관에도 얼마간의 둔황 문헌 소장품이 있으며, 이들을 모두 합치면 4만 4천여 점, 거의 5만 건 이상에 달한다. 아직 발견되지 않았거나 공사 개인 소장품으로 비장된 것까지 합치면 분량은 훨씬 늘어날 것이다.

## 구성

### 작성 시기
둔황 문헌의 제기(題記) 가운데 연대가 기록된 것은 근 1천 권으로 전체 둔황 문헌의 3, 4%만이 그 연대가 표기되어 있다. 대체로 4 ~ 5세기 후반부터 11세기 전반에 작성된 문서들로써 80~90%가 9세기 이후에 작성된 것이다. 비교적 이른 시기의 것으로는 서량 건초 2년(406년)에 초사된 《십송비구계본》(S.797)이 있고, 늦은 것으로는 대송 함평 5년(1002년) 《돈황왕조종수편조질자입보은사기》가 있다. 한문 사본의 경우 70 ~ 80%는 중당에서 송초 사이에 쓰여졌다.

### 내용

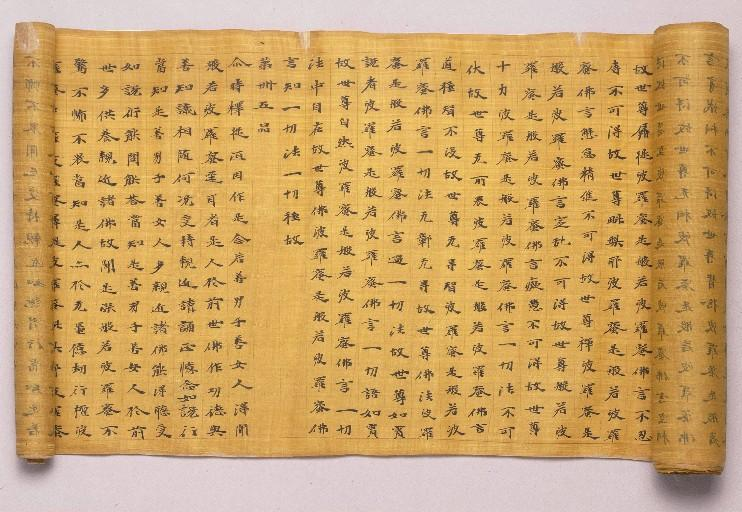
한역본 《금강반야바라밀경》. 5세기경의 사본으로 비단에 필사된 것이다.

둔황 문헌의 내용은 다종다양하지만, 불교 관련 문헌이 압도적이어서 거의 90%를 차지한다. 한문과 티베트 문자로 쓰인 불교 문헌에서도 불경본이 가장 많다. 같은 경전이 숱하게 중복되는 경우도 있는데, 예컨대 《금강반야바라밀경》 사본은 둔황 문헌 안에서 1천여 점에 달한다. 불전 다음으로 많은 것은 《도덕경》과 《남화진경》을 비롯한 도교 문헌이며, 《논어》와 《효경》 등 유교 문헌도 1% 이상이다. 역사적 자료로는 《사기》와 《한서》, 《문선》, 《감당집》, 《왕오천축국전》 등 다수 필사본 잔간이 끼어 있다.
둔황 문헌에서 각별히 주목을 끄는 것은 문서다. 고문서 전통이 거의 없는 중국으로서는 진귀하고 소중하게 여기지 않을 수 없는 문헌이다. 사원의 승려명부, 재산등록부, 수지장부, 계첩(징계장) 등 사원 관련 문서가 1,000여 점이나 되어 당시 불교사원의 일상을 엿볼 수 있다. 일반 주민과 관련된 문서로는 호적, 역무대장, 물자징수장부, 매매와 대여, 고용 등에 관한 계약서, 그리고 가산 분할이나 양자와 이혼, 노예 해방과 같은 일상에 관한 증서 등이 있다.

## 참고 문헌
- 돈황학대사진편집위원회, 지센린(주편) 지음, 고려대 민족문화연구원, 금강대 불교문화연구소 옮김 《돈황학 대사전》 소명출판, 2016년
- 정수일 《실크로드 사전》 창작과비평사, 2013년

## 같이 보기
- 둔황 석굴
- 왕오천축국전
- 막고굴
- 윤후명 - 한국의 소설가로 1983년 소설집 《돈황의 사랑》을 펴냈다. 본서는 2005년 문학과지성사를 통해 문학과지성 소설 명작선21으로 재출간되었으며, 제목도 敦煌을 한국어로 그대로 '돈황'으로 읽었던 것을 중국어 발음 '둔황'으로 바꾸어 출판하였다.
- 이노우에 야스시 - 1959년 둔황 문헌의 매장 경위를 문학적 상상력으로 풀어낸 장편소설 《둔황》을 발표하였으며, 이노우에는 이 소설과 소설집 《누란》으로 1960년 일본 마이니치 예술대상을 수상하였다.